# Radu Voinescu

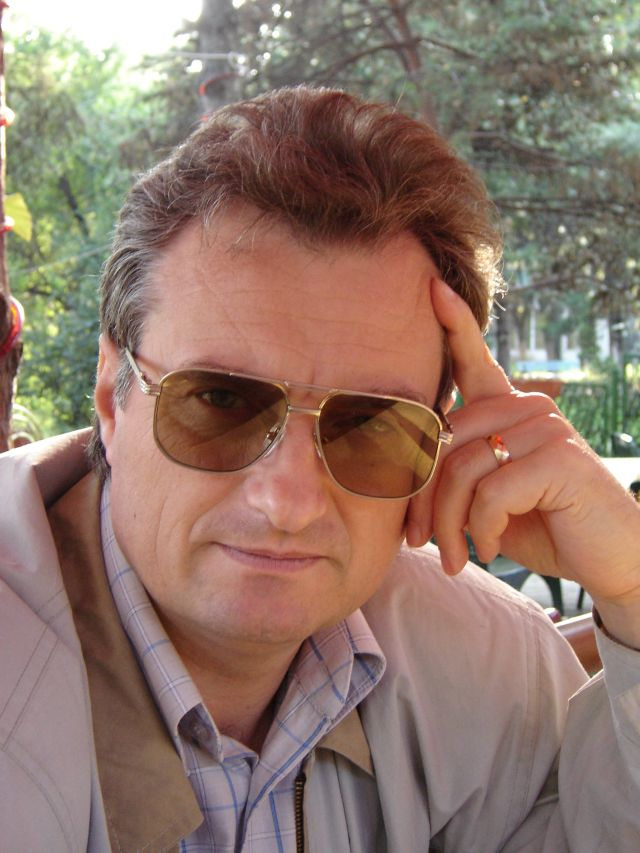
Radu Voinescu

Radu Voinescu (pseudonimul literar al lui Nicolae Baboi) (n. 8 decembrie 1958, Dâmbroca, județul Buzău) este poet, scriitor, publicist și critic literar, membru al Secției de Critică al Asociației Scriitorilor din București, filiala din Capitală a Uniunii Scriitorilor din România.

### Biografie
A absolvit Liceul Militar „Dimitrie Cantemir”, Breaza (1977), Școala Militară de Ofițeri Activi "Nicolae Bălcescu", Sibiu (1980), Facultatea de Filologie a Universității din București (1987), secția română-franceză. Este doctor în științe filologice.

### Activitate literară
Primele poezii le-a publicat în revista "Luceafărul", în 1989, prima povestire în "Suplimentul literar-artistic al ziarului Tineretul liber", în 1991, prima cronică literară în revista "Viața armatei", tot în 1991 (era vorba despre Levantul lui Mircea Cărtărescu), și primul eseu în "Litere, Arte & Idei", în 1993.
A continuat să publice poezie, proză, critică și eseu în România literară, Contrapunct, Litere, Arte & Idei, Luceafărul, Cronica, UNU, Poesis, Nouvelle-Europa ș.a. 
A înființat și conduce, din aprilie 1997, Cenaclul Scriitorilor Militari.
Este director al revistei de cultură DIAGONALE, care apare, o dată la două luni, la Buzău. Lansată la 10 iulie 2008, după apariția a 7 numere publicarea revistei a fost suspendată, din cauza lipsei de fonduri.
În octombrie 2013, Radu Voinescu a fost ales președinte al Filialei București - Critică, Eseistică și Istorie Literară a Uniunii Scriitorilor din România, cu un madat de 5 ani.
În aprilie 2018, criticul Radu Voinescu a primit un nou mandat de președinte al Filialei București - Critică, Eseistică și Istorie Literară a Uniunii Scriitorilor din România, pentru perioada 2018-2023.

## Cărți publicate
- Poezie
  - Hierofantul. Versuri, 1999
  - Poezii. Versuri, 2002
  - Educația sentimentală – poeme, 2024, 76 pagini, Editura EIKON, ISBN: 978-606-49-1235-0
- Proză
  - Erezii pioase. Povestiri, 2005
- Eseu
  - Modernități. Eseuri de antropologie culturală, 2001
- Critică literară
  - Spectacolul literaturii. Studii de critică și teorie literară (Editura Muzeul literaturii Române,  2003)
  - Printre primejdiile criticii (Fundația Culturală Paradigma, 2004)
  - Subiecte I. Scriitori români contemporani, 2005
  - Libertatea criticii (Printre primejdiile criticii II), Editura Junimea, Iași, 2020, ISBN: 978-973-37-2403-2
- Estetică
  - Trivialul. Studii (Fundația Culturală "Libra", 2004)
- Prezențe în antologii:
  - Spèctre lyrique. Anthologie de poésie roumaine contemporaine, 2000
  - Canon și canonizare, 2003

Consilier și contributor (Romanian Erotic Literature) la Encyclopedia of Erotic Literature, New York, 2006.

## Aprecieri critice
Radu Voinescu a ales să evolueze împotriva ideilor și temelor dominante ale literaturii române contemporane. Obsesiile sale orbitează în jurul unor teme care preocupă scriitorii literaturilor occidentale, condiția umană fiind cea mai importantă dintre acestea. Sunt de remarcat similitudinile tematice din eseurile publicate sub titlul „Modernități“ și cele din romanul lui Michel Houellebecq, „Les Particules élémentaires“, ambele cărți scrise în aceeași perioadă.  Formulele prin care opera sa se înfățișează publicului sunt cele care se raliază mai curând clasicismului și modernismului, în contra direcției postmoderne a culturii și a literaturii române contemporane. Pe acestea, de exemplu, volumul de povestiri „Erezii pioase“ le respinge anume pentru a dovedi că se poate scrie în paradigma contemporaneității fără a cădea în derizoriu și banal. „Erezii pioase“, scris între anii 1988-1993, cu intenția de a lansa un curent pe care tânărul autor a încercat să-l acrediteze sub denumirea de personalism literar, constituie demonstrația că literatura are nevoie de poveste și ilustrează teza potrivit căreia alexandrinismul literaturii anilor ’80-’90 a fost o orientare care a întârziat evoluția prozei românești.
Volumul de eseuri  „Modernități“, situat în descendența lui Montaigne, acreditează ideea că umanismul de azi trebuie să se sprijine pe universaliile ființei omenești, prezente la toate rasele și în toate culturile. Oscilând între observația obiectivă și un militantism reținut, gândirea sa identifică argumente în detrimentul celor care tind să ia în considerare mai degrabă diferențele dintre grupuri umane mai mici sau mai mari, dintre popoare și culturi atunci când abordează problematica omului. Poziția aceasta nu se confundă însă cu un idealism obnubilant, diferențele nu sunt escamotate în numele vreunei ideologii uniformizatoare. Este vorba de o pledoarie, cu date ale realității, pentru o mai bună apropiere și cunoaștere între culturi pe baza afinităților, a respectului și a înțelegerii.
Poezia lui Radu Voinescu din volumele  „Hierofantul“ și „Poezii“, deschide un drum în literatura română, drum urmat la câțiva ani distanță de Ruxandra Cesereanu, dar și de alți câțiva poeți mai tineri. Teme clasice într-un veșmânt poetic original, exprimate cu un limbaj și o tehnică de inspirație modernă, cu impact asupra psihicului cititorului, un barochism bine temperat, pus în serviciul unei stilistici ce poate fi considerată de avangardă prin legătura pe care cuvântul și muzicalitatea stranie a versurilor o realizează între concret și metafizic. O astfel de poetică nu ezită să calce pe teritoriile abisale ale psihicului, mediind între carnal și divin.
Contribuțiile lui Radu Voinescu la clarificarea unor concepte de teorie literară și de estetică sunt vizibile în volumul  „Spectacolul literaturii“. Sunt de menționat câteva clarificări și precizări terminologice importante pentru literatura mondială cu privire la chestiunea plagiatului dar și la subiectele conexe: imitație, adaptare, copie, tehnica à la manière de, stereotipuri artistice etc. Ulterior,  „Trivialul“, ambiționează la o revoluție în estetică și în filosofia artei, cartea constituindu-se, simultan, în actul de naștere al unui nou domeniu al esteticului, trivialul, împreună cu categoriile estetice care i se subordonează, ca și în realizarea, probabil pentru prima oară în lume, a unei estetici antropologice. Este vorba, de asemenea, și de închegarea unui sistem al categoriilor estetice întemeiat pe baze ontologice, justificat multidisciplinar, prin descrierea interacțiunilor dintre fenomenele fizice și cele ale conștiinței, ca și pe temeiul istoricității noțiunilor și opiniilor, ca și a trăirilor estetice. Introducerea conceptului de trivial a presupus constituirea unei ample terminologii legate de acesta, redimensionarea sistemului categorial al esteticii și avansarea unui model dinamic al transformării categoriile zise pozitive în cele negative și invers. Sistemul pe care îl construiește Radu Voinescu în  „Trivialul“ este, în fond, o întoarcere la vocația categorială consonantă cu datele realității, de tip aristotelic, după două secole de primat al paradigmei instaurate de Kant.
Critica literară a lui Radu Voinescu se înscrie unui model cultural, pluridisciplinar. Abordarea operei se face pe trasee convergente, venind dinspre mai multe direcții ale cunoașterii, sprijinul conceptual aflându-se în sistemul criticii literare moderne, dar și al filosofiei, psihologiei, sociologiei literaturii. Volumele „Printre primejdiile criticii“, dedicat orientărilor și tendințelor criticii literare românești contemporane, și „Subiecte I. Scriitori români contemporani“, confirmă o vocație a analizei și a multidisciplinarității în abordarea actului scrisului și a artei literare.